# São Mateus (ort)
São Mateus är en ort i Brasilien.   Den ligger i kommunen São Mateus och delstaten Espírito Santo, i den sydöstra delen av landet, 900 km öster om huvudstaden Brasília. São Mateus ligger 38 meter över havet och antalet invånare är 77 117.
Terrängen runt São Mateus är platt. São Mateus är det största samhället i trakten.
Omgivningarna runt São Mateus är huvudsakligen savann. Runt São Mateus är det ganska tätbefolkat, med 90 invånare per kvadratkilometer.